# David Wolffsohn

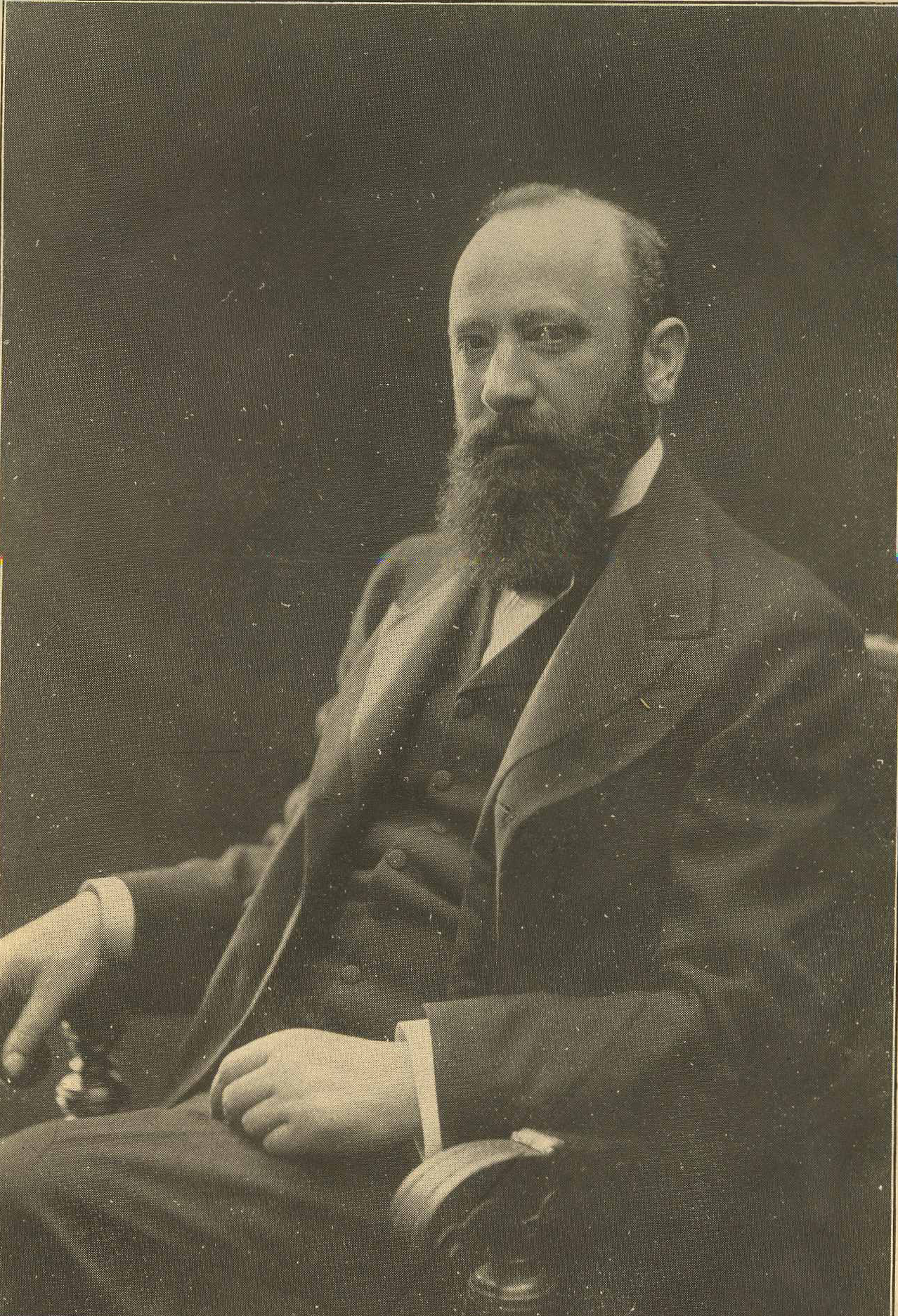
David Wolffsohn

David Wolffsohn (geboren am 9. Oktober 1855 in Dorbiany, Gouvernement Kowno; gestorben am 15. September 1914 in Homburg v. d. H.) war eine führende Persönlichkeit der Anfangszeit des politischen Zionismus und als Nachfolger Theodor Herzls Präsident der Zionistischen Weltorganisation.

## Leben
David Wolffsohn wurde in Dorbiany, Gouvernement Kowno, als Sohn eines Lehrers geboren und erhielt eine religiöse Erziehung. Als Dreizehnjähriger kam er über die russische Grenze nach Memel, damals Grenzstadt des Deutschen Reiches, und trat, ohne Vorbildung und mit minimalen Deutschkenntnissen, in ein Holzgeschäft ein. In Memel nahm sich der zionistisch eingestellte Rabbiner Isaak Rülf des aufgeweckten Knaben an und gewann auf ihn bestimmenden Einfluss. 
Für eine kaufmännische Lehre übersiedelte Wolffsohn 1872 nach Lyck in Ostpreußen und wohnte im Haus des Schriftstellers David Gordon, des Herausgebers des Ha-Maggid, der Wolffsohn für nationaljüdische Ideen begeisterte. 1873 wurde er zu seinem Bruder geschickt, um der Einberufung in die zaristische Armee zu entgehen. Es folgten einige ergebnislose Versuche, irgendwo festen Fuß zu fassen, und nach Jahren großer materieller Not übersiedelte er nach Papenburg in Friesland, wo er sich erstmals erfolgreich unternehmerisch betätigen konnte und Mitinhaber der florierenden Holzhandelsfirma Bernstein wurde (A. Bernstein, die dann als Bernstein & Wolffsohn firmierte); dort stiftete er auch eine Synagoge. 
1888 verlegte Wolffsohn den Firmensitz nach Köln, ließ sich selbst auch dort nieder und wurde durch rastlose Tätigkeit sehr vermögend. In Köln schloss er sich der Chowewe-Zion-Bewegung an und gründete 1893 gemeinsam mit Max I. Bodenheimer den „Kölner Verein zur Förderung von Ackerbau und Handwerk in Palästina“ sowie 1894 die Jüdisch-nationale Vereinigung. Wolffsohns Neigung zum Zionismus wuchs mit dem Erscheinen von Theodor Herzls Buch Der Judenstaat. 1896 traf er Herzl, versprach ihm sofort seine Unterstützung und wurde sein Weggefährte und Freund. Ihre Beziehung war so stark, dass er sogar der Vormund von Herzls Kindern wurde. 
Schon an der Organisation des ersten Zionistenkongresses im Jahr 1897 nahm er lebhaften Anteil und zählte seither zu den aktivsten Vorkämpfern der zionistischen Idee. Er wurde Herzl besonders mit seinen kaufmännischen Kenntnissen nützlich, als es darum ging, die Jüdische Kolonialbank (Jewish Colonial Trust in London) auf die Beine zu stellen, und Wolffsohn dem psychologisch nicht immer geschickt vorgehenden Herzl dahingehend half, der Härte seiner Führung die Spitze zu nehmen und unter den national und international beteiligten zionistischen Führern ausgleichend zu wirken. Wolffsohn wurde dann noch zu Herzls Lebzeiten Präsident und Aufsichtsrat der Bank. 
Er begleitete Herzl auf seinen Reisen nach London, Konstantinopel und Palästina und nahm auch am Empfang durch Wilhelm II. 1898 vor Jerusalem teil. Auch auf weiteren Reisen war Wolffsohn Herzls Begleiter und Berater. Herzls früher Tod stürzte Wolffsohn in eine tiefe Depression, die er durch umso stärkere, unermüdliche Tätigkeit für die zionistische Sache auszugleichen suchte. Am Grabe Herzls sprach Wolffsohn die Worte:

„Du hast nicht gewollt, dass an deinem Grabe Reden gehalten werden. Dein Wille ist uns heilig. Schwören wollen wir aber, dass wir das von dir begonnene Werk mit allen unseren Kräften fortsetzen werden, schwören wollen wir, dass wir deinen Namen stets heilig halten und Dich nie vergessen werden, so lange noch ein Jude auf Erden lebt“

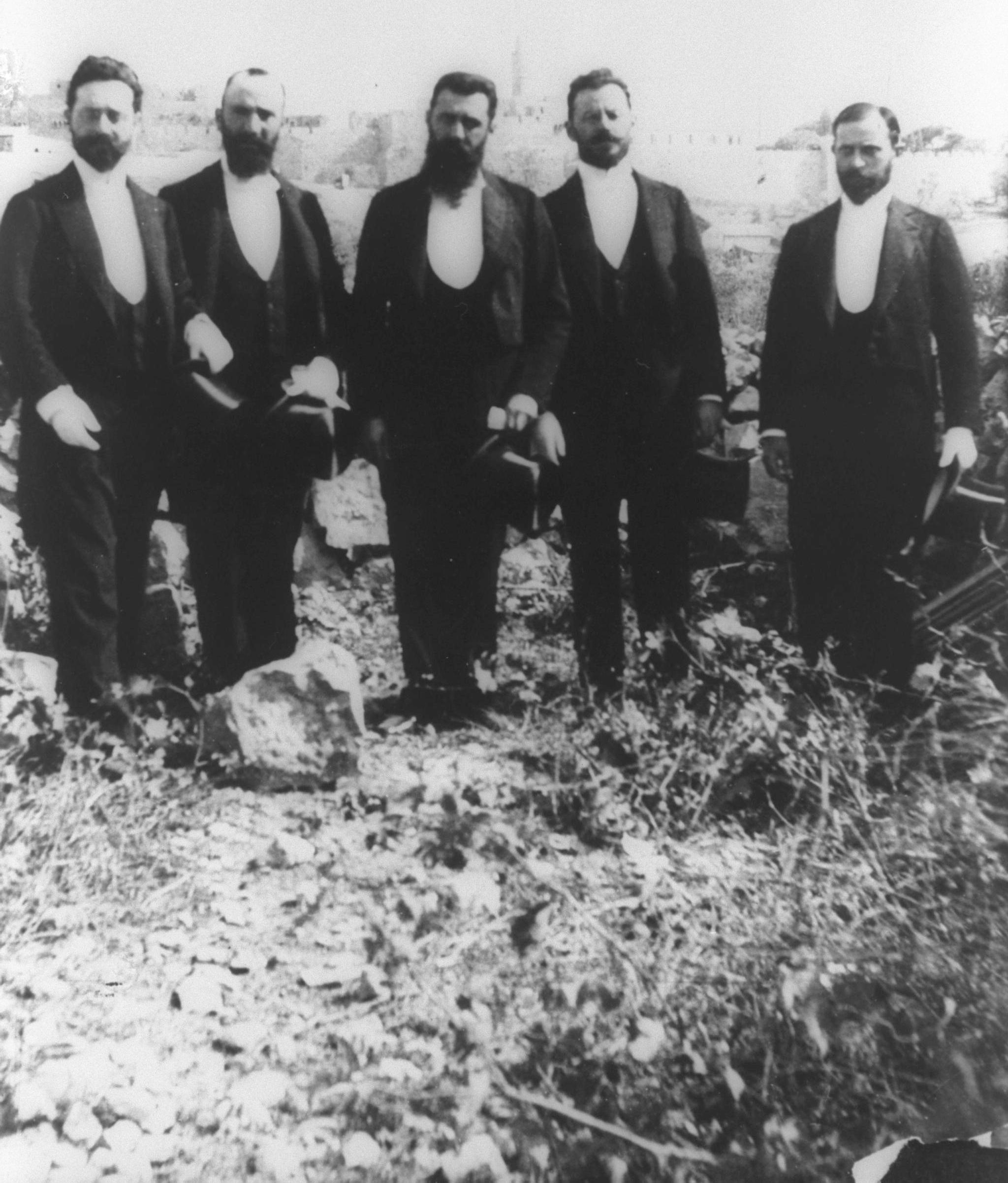
David Wolffsohn (2. von links). Abgebildet ist die Delegation der Zionisten, die am 2. November 1898 nach Palästina gekommen war, um mit Kaiser Wilhelm II. zusammenzutreffen. Von links nach rechts: Bodenheimer, Wolffsohn, Herzl, Moses Schnirer, Joseph Seidener.

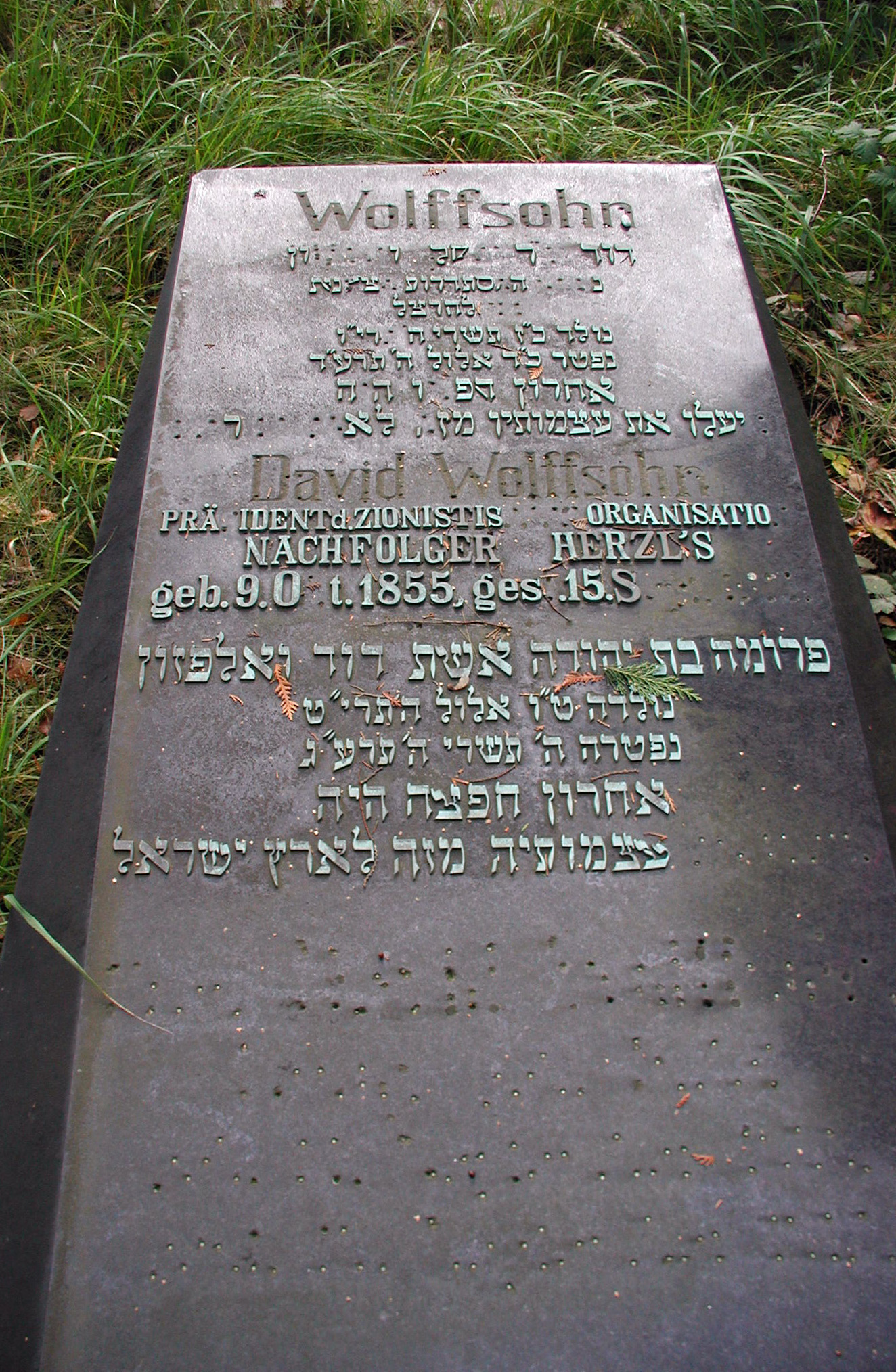
Grabmal David-Wolffsohn

– und dann schwor er mit erhobener Hand: 

„Möge meine Rechte verdorren, wenn ich Dein vergesse, Jerusalem.“

Wolffsohn erließ bald darauf – noch von Herzl initiiert und vorbereitet – einen Aufruf An das jüdische Volk, der sich an alle Juden, vor allem aber an sämtliche Zionisten, mit der Bitte wandte, „den Kindern Herzls das zu geben, was ihnen der Vater uns zu Liebe und Nutzen entzogen hat“. Das Ergebnis war erbärmlich, erst nach vielen Ermahnungen kamen kleinere Summen zusammen. Wolffsohn übernahm Herzls Vermächtnis und ordnete mit Leon Kellner und Johann Kremenezky den Nachlass, veranlasste die erste Herausgabe der Gesammelten Schriften Herzls, wurde dessen Testamentsvollstrecker, Vormund seiner Kinder und sorgte für sie. 
Nach Herzls Tod gab es in der Führerschaft der Bewegung ein Vakuum. Verschiedene Kandidaten waren als Nachfolger Herzls im Gespräch, und schließlich erhielten auf dem siebten Zionistischen Kongress 1905 drei die Zustimmung, als Präsidentschaftskandidat der Zionistischen Weltorganisation nominiert zu werden: Wolffsohn (der sich vehement dagegen sträubte), Nordau und Otto Warburg. Auf dem achten Kongress 1907 wählte man Wolffsohn zum Präsidenten der Zionistischen Organisation, und Wolffsohn versuchte fortan, eine „Position der Mitte“ zwischen rein politischem Zionismus (Erlangung des "Charters" gemäß Herzls Vorgaben) und dem Lager der „Praktischen“, geführt vor allem von Ussischkin, zu wahren. Die Opposition gegen diesen Weg wurde aber immer stärker, von Ussischkin abgesehen auch durch Weizmann, ganz zu schweigen vom „territorialistischen“ Sonderweg, den Israel Zangwill und seine Anhängerschar anstrebten. 
Wolffsohn arbeitete rastlos weiter im In- und Ausland, mehrere Reisen nach Konstantinopel (wo die Verhandlungen mit dem Sultan aussichtsreich verliefen, die Revolution der Jungtürken aber wieder alle Pläne durchkreuzte) galten der Propaganda und der politischen Vermittlung der zionistischen Idee. 
1907 reiste er auch nach Russland, wo er u. a. vom Ministerpräsidenten Pjotr Arkadjewitsch Stolypin und vom Außenminister Alexander Petrowitsch Iswolski in längeren Audienzen empfangen wurde. Danach besuchte er Ungarn und hatte eine Audienz beim Minister des Innern, Graf Andrassy. Wolffsohns Bemühungen in Russland und Ungarn halfen, den Fortbestand der Bewegung in beiden Ländern zu sichern. 
1909 reiste Wolffsohn nochmals nach Konstantinopel, diesmal in Begleitung Sokolows, nahm mit der neuen politischen Führung Kontakt auf und förderte die zionistische Öffentlichkeitsarbeit, indem es ihm gelang, eine Zeitung (Curier d'Orient) zu kaufen, die für entsprechende Propagandazwecke eingesetzt werden konnte. 
Wolffsohn wurde am neunten Kongress, Dezember 1909, als Präsident bestätigt, obwohl er sich einer starken Opposition gegenübersah, die nur noch ein „Provisorium“ (Wiederwahl der alten Leitung) akzeptierte, woraufhin er viele mächtige Anhänger an die Opposition verlor und auf dem zehnten Kongress 1911, körperlich zerbrochen und nervlich zerrüttet, zurücktrat. Er konnte zwar nochmals die Mehrheit für sich gewinnen und hätte Präsident bleiben können, verzichtete aber angesichts seines Gesundheitszustandes, so dass die Führung auf Otto Warburg überging. Wolffsohn blieb aber auf der finanziellen und wirtschaftlichen Seite der Bewegung weiter tätig. 
Auf dem elften Kongress im September 1913 in Wien präsidierte Wolffsohn nochmals und kämpfte mit Erfolg darum, die zionistischen Finanzorganisationen nicht der „unkaufmännischen kulturzionistischen Richtung“ auszuliefern. 
Wolffsohn hatte sodann die Absicht, nach Eretz Israel auszuwandern, kaufte sich auch wenige Monate nach dem Kongress ein großes Grundstück in der Nähe von Jaffa, konnte sich jedoch diesen Wunsch nicht mehr erfüllen: Auf der Rückreise von einem Kuraufenthalt in der Schweiz verstarb der herzkranke Wolffsohn am 15. September 1914 in Bad Homburg vor der Höhe und wurde am 18. September 1914 auf dem Jüdischen Friedhof in Köln-Deutz neben seiner 1912 verstorbenen Frau Fanny bestattet. 1952 wurden seine sterblichen Überreste mit denen seiner Frau nach Jerusalem überführt und neben denen Theodor Herzls, auf dem Herzlberg, beigesetzt. 
Noch zu Lebzeiten Herzls machte Wolffsohn mit seinem religiösen Hintergrund den Vorschlag, die Flagge der Bewegung solle Blau auf Weiß sein, wie ein Tallit. Sie wurde dann zum ersten Mal am 21. Juli 1891 bei der Einweihung der Zion-Halle in Boston in der Öffentlichkeit gezeigt. Am 14. Mai 1948 wurde sie dann erstmals in Palästina gehisst und am 12. September 1948 offiziell als Flagge des jüdischen Staates bestätigt. Von Wolffsohn stammt auch der Vorschlag, dass die Mitglieder der Bewegung sich zur Zahlung des Schekels verpflichten sollten. 
Am siebten Kongress 1905 wurde der Ugandaplan abgelehnt und das Basler Programm, das einer Steigerung der Siedlungstätigkeit beipflichtete, übernommen. An diesem Punkt versuchte Wolffsohn bereits, die Kluft zwischen „Politischen“ und „Praktischen“ Zionisten zu überbrücken. Nach dem siebten Kongress verlegte Wolffsohn alle zionistischen Büros nach Köln. Dies bestärkte auch den Jüdischen Nationalfonds, seinen Sitz nach Köln zu verlegen. Wolffsohn bat Nachum Sokolow, Generalsekretär der Organisation zu werden. 1907 gründete Wolffsohn (mit Sokolow) HaOlam, die offizielle Zeitung der Bewegung. 
Obwohl die Debatte am achten Zionistischen Kongress teilweise hitzig geführt wurde, erwies sich Wolffsohn als vollendeter Vermittler und bestand darauf, dass alle praktischen Programme der Organisation (inklusive der Tätigkeiten des Jüdischen Nationalfonds und der neuen Siedlungen) im Sinne Herzls ausgeführt werden sollten. Obwohl 1906 seine Gesundheit bereits angegriffen war, reiste er nach Südafrika. Diese Reise war ein Meilenstein in der Geschichte des Zionismus, da sie die Gründung der südafrikanischen Zionistischen Föderation zur Folge hatte. Nach seiner Rückkehr war Wolffsohn mit einer ernstzunehmenden Opposition konfrontiert. Er stimmte einer JNF-Anleihe für die ersten Siedler in Ahuzat Bajit, dem späteren Zentrum von Tel Aviv, zu. 
Wolffsohns Persönlichkeit und Werk wurden erst posthum wirklich gewürdigt. Auch seine Gegner gaben später zu, er sei „ein Mann des Volkes gewesen, der durch jahrzehntelange harte Arbeit gesellschaftlich aufgestiegen war“. Er sei „ein Symbol für die Synthese von Ost- und Westeuropa und vereinige in sich die besten Eigenschaften beider Gemeinden“. Durch Wolffsohns erhebliche Hinterlassenschaft, die von ihm für zionistische Zwecke bestimmt worden war (Wolffsohn-Stiftung, Vorsitzender J. H. Kann), konnten die finanziellen Mittel für den Bau der Jüdischen Nationalbibliothek auf dem Skopus aufgebracht werden (Bet David Wolffsohn, eingeweiht 1930).
Herzls Kosename für Wolffsohn war Daade; einer von Wolffsohns Neffen war der Musiker Juliusz Wolfsohn.